# وادي جبجب (العرضيات)
وادي جبجب (بفتح الجيم وسكون الباء) هو واد في تهامة بلاد بلقرن تأتي مياهه من جبال ثميدة متجهة غرباً حتى تصب وترفد وادي قنونا من الشرق جنوب قرية العدينة، وعليه تقع قرى جبجب لقبيلة عمارة بلقرن.